# كأس ألبانيا 1987–88
كأس ألبانيا 1987–88 (بالألبانية: Kupa e Republikës 1987-88‏) هو موسم من كأس ألبانيا. أشرف على تنظيمه اتحاد ألبانيا لكرة القدم، وفاز فيه نادي فلامورتاري فلوره.